# Variété pseudo-riemannienne
La géométrie pseudo-riemannienne est une extension de la géométrie riemannienne ; au même titre que, en algèbre bilinéaire, l'étude des formes bilinéaires symétriques généralisent les considérations sur les métriques euclidiennes. Cependant, cette géométrie présente des aspects non intuitifs des plus surprenants.

## Définition formelle
Une métrique pseudo-riemannienne sur une variété différentielle M de dimension n est une famille g={\displaystyle \{g_{x}\}} de formes bilinéaires symétriques non dégénérées sur les espaces tangents {\displaystyle T_{x}M} de signature constante (p,q). La donnée (M,g) est appelée variété pseudo-riemannienne. La géométrie pseudo-riemannienne est l'étude de ces structures, de leurs particularités et des relations qu'elles entretiennent entre elles.
Les variétés pseudo-riemanniennes représentent une classe importante de variétés différentielles, regroupant en particulier les variétés riemanniennes et les variétés lorentziennes :
- Une variété pseudo-riemannienne est riemannienne lorsque la signature de la métrique est (n,0) ou (0,n).
- Une variété pseudo-riemannienne est dite lorentzienne lorsque la signature de la métrique est (n-1,1) ou (1,n-1).

## Résultats
Comme en géométrie riemannienne, il existe une mesure naturelle v sur toute variété pseudo-riemannienne (M,g), localement donnée par l'unique forme volume valant 1 sur toute base pseudo-orthonormée. Si la variété est orientable, la forme volume est globalement définie.
De plus, le théorème fondamental de la géométrie riemannienne s'étend au cadre pseudo-riemannien : il existe une unique connexion, appelée connexion de Levi-Civita, sans torsion, et métrique, au sens où, pour tous champs de vecteurs X, Y et Z, on a :
{\displaystyle Z\cdot g(X,Y)=g(\nabla _{Z}X,Y)+g(X,\nabla _{Z}Y)}
Les géodésiques sont les courbes c vérifiant :
{\displaystyle \nabla _{c'}c'=0}
L'existence d'une connexion de Levi-Civita implique les conséquences de rigidité suivantes :
- Une isométrie f d'une variété pseudo-riemannienne (M,g), fixant un point m, et telle que {\displaystyle df(x)=Id}, est l'identité.
- Le groupe d'isométrie d'une variété pseudo-riemannienne de dimension n est un groupe de Lie de dimension finie, au plus {\displaystyle n(n+1)/2}. La classification des variétés pseudo-riemanniennes pour lesquelles l'égalité est vérifiée est connue.

Malheureusement, la norme d'un vecteur n'est pas définie. La particularité de la géométrie riemannienne est qu'elle est à la croisée des géométries pseudo-riemanniennes et des géométries de Finsler. Elle bénéficie donc d'une distance.
En particulier, la notion de complétude d'une variété pseudo-riemannienne se définit sur des propriétés dynamiques.
Une variété pseudo-riemannienne (M,g) est complète lorsque toutes ses géodésiques se définissent sur {\displaystyle R} ou, de manière équivalente, lorsque le flot géodésique est complet. L'un des miracles de la géométrie riemannienne est que la compacité implique la complétude. La situation est différente en géométrie pseudo-riemannienne : le théorème de Marsden donne des conditions supplémentaires pour obtenir la complétude.